# ريكي غيليز
ريكي غيليز (بالإنجليزية: Ricky Gillies)‏ هو لاعب كرة قدم بريطاني، ولد في 24 أغسطس 1976 في غلاسكو في المملكة المتحدة. لعب مع نادي أبردين ونادي بارتيك ثيسل ونادي سانت ميرين.

## وصلات خارجية
- ريكي غيليز على موقع Soccerbase.com (لاعب) (الإنجليزية)